# Добрянська волость (Краснинський повіт)
Добрянська волость — історична адміністративно-територіальна одиниця Краснинського повіту Смоленської губернії з центром у селі Слобода Добра.
Станом на 1885 рік складалася з 41 поселення, 16 сільських громад. Населення — 6180 осіб (3078 чоловічої статі та 3102 — жіночої), 853 дворових господарства.
|                     | Площа, десятин | У тому числі орної, дес. |
| ------------------- | -------------- | ------------------------ |
| Сільських громад    | 12994          | 6920                     |
| Приватної власності | 1630           | 233                      |
| Іншої власності     | 36             | 26                       |
| Загалом             | 14660          | 7179                     |

Найбільші поселення волості станом на 1885:
- Слобода Добра — колишнє власницьке село при річці Добра за 3 верст від повітового міста, 318 осіб, 82 двори.
- Глибоке (Зарубовщина) — колишнє власницьке село, існували 2 православні церкви, школа, богодільня, водяний млин, щорічний ярмарок.